# Vereșceakî, Lanivți
Vereșceakî (în ucraineană Верещаки) este localitatea de reședință a comunei Vereșceakî din raionul Lanivți, regiunea Ternopil, Ucraina.

## Demografie
Componența lingvistică a localității Vereșceakî
     Ucraineană (99,18%)
     Alte limbi (0,55%)
Conform recensământului din 2001, majoritatea populației localității Vereșceakî era vorbitoare de ucraineană (99,18%), existând în minoritate și vorbitori de alte limbi.